# Thaiphantes
Thaiphantes Millidge, 1995 è un genere di ragni appartenente alla famiglia Linyphiidae.

## Distribuzione
Le due specie oggi attribuite sono state reperite in Thailandia.

## Tassonomia
Dal 1995 non sono stati esaminati esemplari di questo genere.
A giugno 2012, si compone di due specie:
- Thaiphantes milneri Millidge, 1995 — Thailandia
- Thaiphantes similis Millidge, 1995 — Thailandia